# Keresztes László Lóránt
Keresztes László Lóránt (Kaposvár, 1975. június 22. – ) magyar közgazdász, politikus. 2018-tól országgyűlési képviselő, 2018 és 2022 között a Lehet Más a Politika (LMP) frakcióvezetője, 2018–2019 között társelnöke. 2024-ben kilépett a pártból.

## Családja
Több évszázados baranyai múltra visszatekintő, római katolikus családból származik. Édesapja vízépítő mérnök, édesanyja szociális gondozó. Nős, két gyermek (egy lány és egy fiú) édesapja. Pécsett lakik.

## Életpályája
A Pécsi Tudományegyetemen végezte egyetemi tanulmányait. 2008. december 15-én védte meg a doktori értekezését. Gazdasági földrajzból doktorált.
2009 tavasza óta segítette a Lehet Más a Politikát a munkájával. 2010-ben átvette a Lehet Más a Politika Baranya megyei szervezetének vezetését. 2013 és 2016 között három alkalommal választották be a párt országos vezető testületébe.
2010-ben és 2014-ben Pécs önkormányzati képviselőjévé választották. Az LMP mindkét alkalommal polgármesternek jelölte Pécsett.
2015 és 2018 között az Európai Unió Régiók Bizottsága rendes tagja. A testület gazdaságpolitikai (ECON), és természeti erőforrások, és mezőgazdaság (NAT) szakbizottságaiban dolgozott.
2016-ban Magyar Krisztián, a Magyar Narancs újságírója cikkében a 8 legjobb vidéki ellenzéki politikus közé sorolta Keresztes László Lórántot.
A 2018-as magyarországi országgyűlési választáson az LMP képviselőjelöltje a Baranya megye 1. OEVK-ben. A párt országos listájának 6. helyéről szerzett országgyűlési képviselői mandátumot. Május 26-án az LMP társelnökévé választották. 2018. szeptember 4-én az LMP országgyűlési képviselőcsoportjának vezetőjévé választották. A 2019-es európai parlamenti választáson pártja rosszul szerepelt, ezért 2019. május 26-án az elnökséggel közösen lemondott.
Az Országgyűlés Törvényalkotási Bizottságának tagja. 2020 augusztusában a párt országos elnökségének tagjává választották.
A 2021-es magyarországi ellenzéki előválasztáson az LMP az ugyancsak pécsi központú Baranya megyei 2. sz. országgyűlési egyéni választókerületben indítja el.
2024. augusztus 25-én bejelentette, hogy kilépett az LMP-ből.